# Eter (fizika)
Éter je izraz, ki se je v poznem 19. stoletju uporabljal za opis vseprisotnega sredstva, po katerem se giblje svetloba, podobno kot se v zraku širi zvok. Beseda eter izvira prek latinščine iz starogrške besede αἰθήρ: aithér, kar pomeni prižigati se, žareti ali svetiti se. Označevala je snov, za katero so v antiki mislili da zapolnjuje zgornja področja vesoljskega prostora, za oblaki.
Kasnejše fizikalne teorije, kot je na primer splošna teorija relativnosti, etra v tem smislu niso upoštevale. Danes fizikalna teorija etra velja za zastarano znanstveno teorijo.

## Razvoj teorij o etru
Aristotel je imenoval peti element eter ali kvintesenca. Iz njega so telesa v čistem in nespremenljivem Vesolju za Lunino kroglo.
Descartes je leta 1618 predpostavil obstoj takšne snovi, saj se je tedaj zdelo neverjetno, da se lahko elektromagnetni valovi sami od sebe širijo po praznem prostoru. Po filozofski strani se je zavzemal za jasne slike o pojavih. Po njem je eter kot gibajoča snov napolnjeval ves prostor, katere deli so se med gibanjem v vrtincih obrusili. Zvezde so središča vrtincev, v katerih je eter iz teh najdrobnejših delov snovi. Večji deli sestavljajo telesa kot sta zrak ali planeti. Gibanje planetov je posledica gibanja vrtincev. Descartes je po zgledu trkov menil, da snov ne more delovati na daljavo. Uvidel pa je, da je pri trkih pomemben produkt mase in hitrosti. Njegov pogled na trke in dejstvo, da je hitrost tudi vektor, je popravil Huygens. V svojem delu Razprava o svetlobi (Traité de la lumiere) iz leta 1678 je v svoji valovni teoriji svetlobo primerjal z zvokom. Tedaj je bilo prek Torricellijevih poskusov že jasno, da se svetloba z razliko od zvoka enako širi skozi prostor brez zraka kot skozi zrak. S svojim načelom je pojasnil lom. Etrske delce v snovi motijo delci snovi, zaradi česar potuje motnja po snovi počasneje.
Newton je trdil da je svetloba sestavljena iz velikega števila majhnih delcev. To je pojasnilo nekaj njenih značilnosti. Na primer njeno zmožnost premega gibanja, odboja od površin in delno loma. Njegova delčna teorija svetlobe je imela nekaj težav. Čeprav je dobro pojasnila odboj, je bila pri opisu loma in uklona manj zanesljiva. Za pojasnitev loma je Newton v delu Optika (Opticks) leta 1704 predpostavil »etersko snov«, ki prenaša nihanja hitreje kot svetloba, in kadar je svetloba v stiku z njo, se »preprosto prilagodi odboju in prenosu«, ter tako povzroča lom in uklon. Verjel je da so bila ta nihanja povezana s toplotnim sevanjem:

Ali se toplota tople sobe ne prenaša skozi vakuum z nihanji veliko redkejše snovi od zraka, ki bi ostala, če bi iz sobe izsesali zrak? In, ali ni ta snov ista kot snov skozi katero se svetloba lomi in odbija, in zaradi njenih nihanj prenaša toploto na telesa, ter se preprosto prilagodi odboju in prenosu? 

O svetlobi je Newton postavil več domnev. Po njem eter izpolnjuje ves prostor in napolnjuje »pore« teles. Njegova gostota ni povsod enaka, nima enotne sestave in podobno kot vlažni zrak kot zmes vsebuje vodno paro vsebuje etrske pare.  Zavračal je Huygensovo predstavo o svetlobi kot o valovanju, ki se širi skozi eter. Glavni razlog za to je bil, da sta si oba znanstvenika lahko le zamislila svetlobo kot vzdolžno valovanje, podobno kot zvok in drugi mehanski valovi v tekočinah. Vzdolžvni valovi imajo le eno obliko za dano smer širjenja in ne dve polarizaciji kot prečno valovanje, in zaradi tega z njimi ni bilo moč pojasniti pojava dvojnega loma, ki ga je že leta 1669 pri islandskem kalavcu (kalcitu) odkril Bartholin. Pri dvojnem lomu se dva polarizirana svetlobna žarka na optično anizotropnem kristalu lomita različno. Newton na delce ni gledal kot na krogle in si jih je zamislil kot »korpuskule« svetlobe z različnimi »ploskvami«, ki povzročajo dvojni lom. Drug razlog, da je Newton zavračal svetlobo kot valovanje v snovi, je bil, da bi se morala ta snov raztezati vsepovsod po prostoru in bi tako »motila in zavirala gibanja tistih velikih teles« (planetov in kometov). »Ker je [svetlobna snov] neuporabna, ovira učinke narave in jo s tem onemogoča, ni nobenega dokaza za njen obstoj, in jo je treba zavreči.«
Bradley je leta 1720 z več poskusi želel izmeriti paralakso zvezd. To mu ni uspelo, saj so bile razdalje do zvezd izven dosega njegovih meritev. Vendar je leta 1725 odkril drug pojav, zvezdno aberacijo pri zvezdi Eltanin (γ Zmaja; Draconis) in novo vrednost svetlobne hitrosti. Paralakso je prvi izmeril dosti kasneje leta 1838 s Fraunhoferjevim heliometrom Bessel za štirinajsto najbližjo zvezdo 61 Laboda (Cygni). Aberacija ni odvisna od lege kot paralaksa, ampak od hitrosti. Bradley je opazil, da se je navidezna lega zvezde s kroženjem Zemlje spreminjala. Pojav je pojasnil z Newtonovo korpuskularno teorijo svetlobe in pokazal, da je aberacijski kot določen z majhnim vektorskim dodatkom k Zemljini tirni hitrosti in hitrosti svetlobnih korpuskulov, podobno kot navpično padajoče dežne kaplje padajo na gibajoče telo pod kotom. Ker je poznal Zemljino hitrost in aberacijski kot, je lahko izračunal tudi hitrost svetlobe. Opis zvezdne aberacije v okviru etrske teorije svetlobe je bil težavnejši, saj je zahteval, da eter miruje, četudi se skozi njega giblje Zemlja, in kar je tudi vodilo Newtona, da je v prvi vrsti zavrnil valovni model.
Newtonov ugled je delčno teorijo v tem času postavil na prvo mesto teorij o svetlobi in redki so se lotevali valovne teorije. Johann Bernoulli je leta 1736 razlagal svetlobo kot valovanje etra. Pri tem naj bi drobni vrtinci prenašali valovanje zaradi centrifugalne sile, ki jih tišči skupaj. Tudi Euler je zaradi tega, ker naj bi se masa svetila ne zmanjševala, če bi oddajala delce, odklanjal delčno teorijo. Svetloba v etru naj bi po njem ustrezala zvoku v zraku in električni učinki naj bi bili povezani z odmikom etra iz ravnovesne lege.
Kasneje sta Young in Fresnel ponovno preučila valovno naravo svetlobe in pokazala, da je lahko prečno valovanje. Polarizacija prečnega valovanja (kot Newtonove »ploskve« svetlobe) lahko pojasni dvojni lom. V vzponom niza preskusov o lomu so Newtonov delčni model nazadnje opustili. Fiziki pa so še vedno domnevali, da, podobno kot mehanski valovi, svetlobni valovi za širjenje zahtevajo snov in oživeli Huygensovo zamisel o etrskem »plinu«, ki prežema ves prostor.